# مهبط نارساك
مهبط نارساك (إياتا: JNS، إيكاو: BGNS)، هو مهبط مروحيات يقع شمال غرب نارساك، وهي مدينة تقع جنوب جرينلاند.

## شركات الطيران والوجهات
| شركـات طيـران  | الوجهات              |
| -------------- | -------------------- |
| طيران جرينلاند | نارسارسواك، كاكورتوك |

## معرض الصور

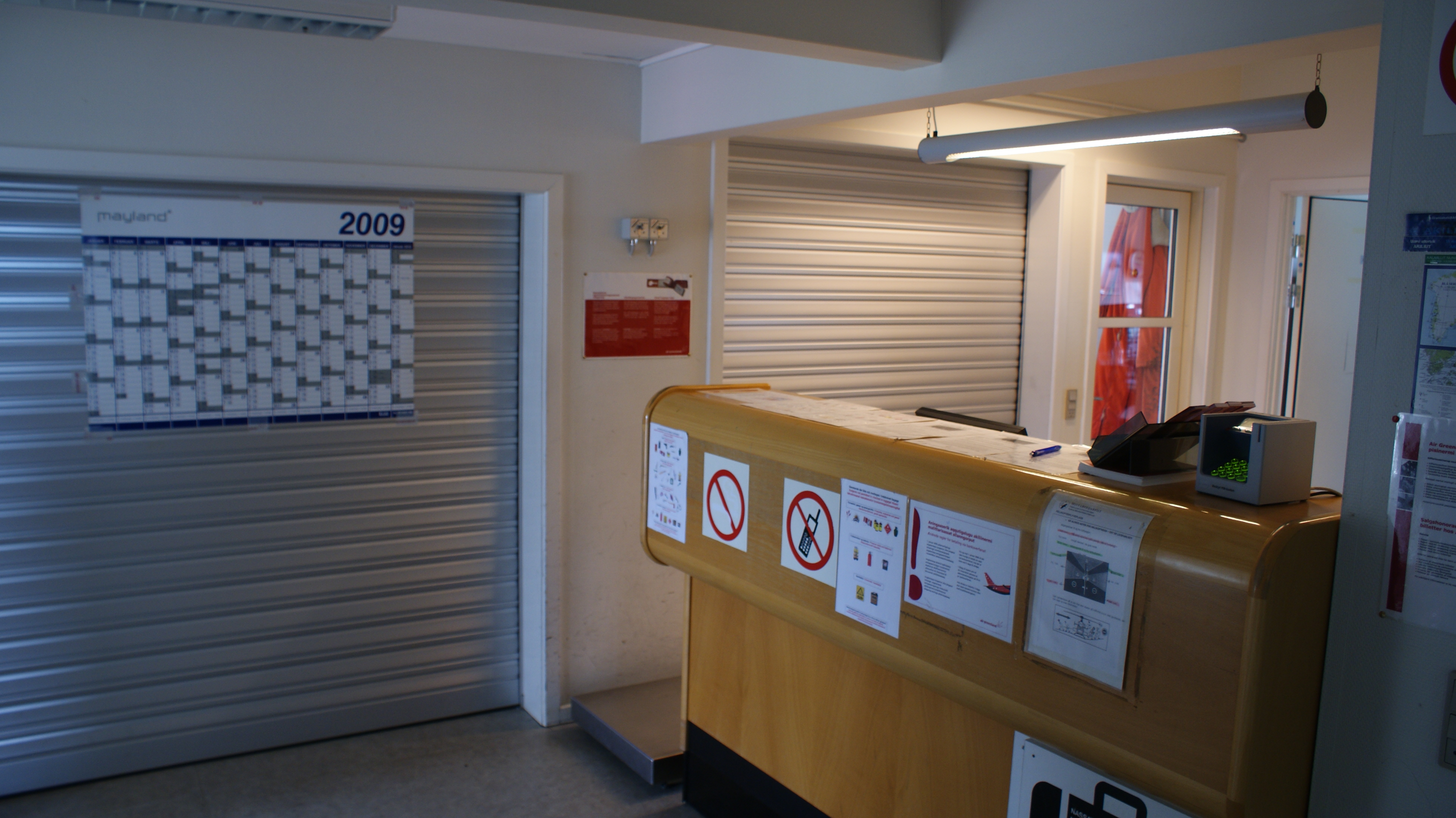
مكتب حجز طيران جرينلاند
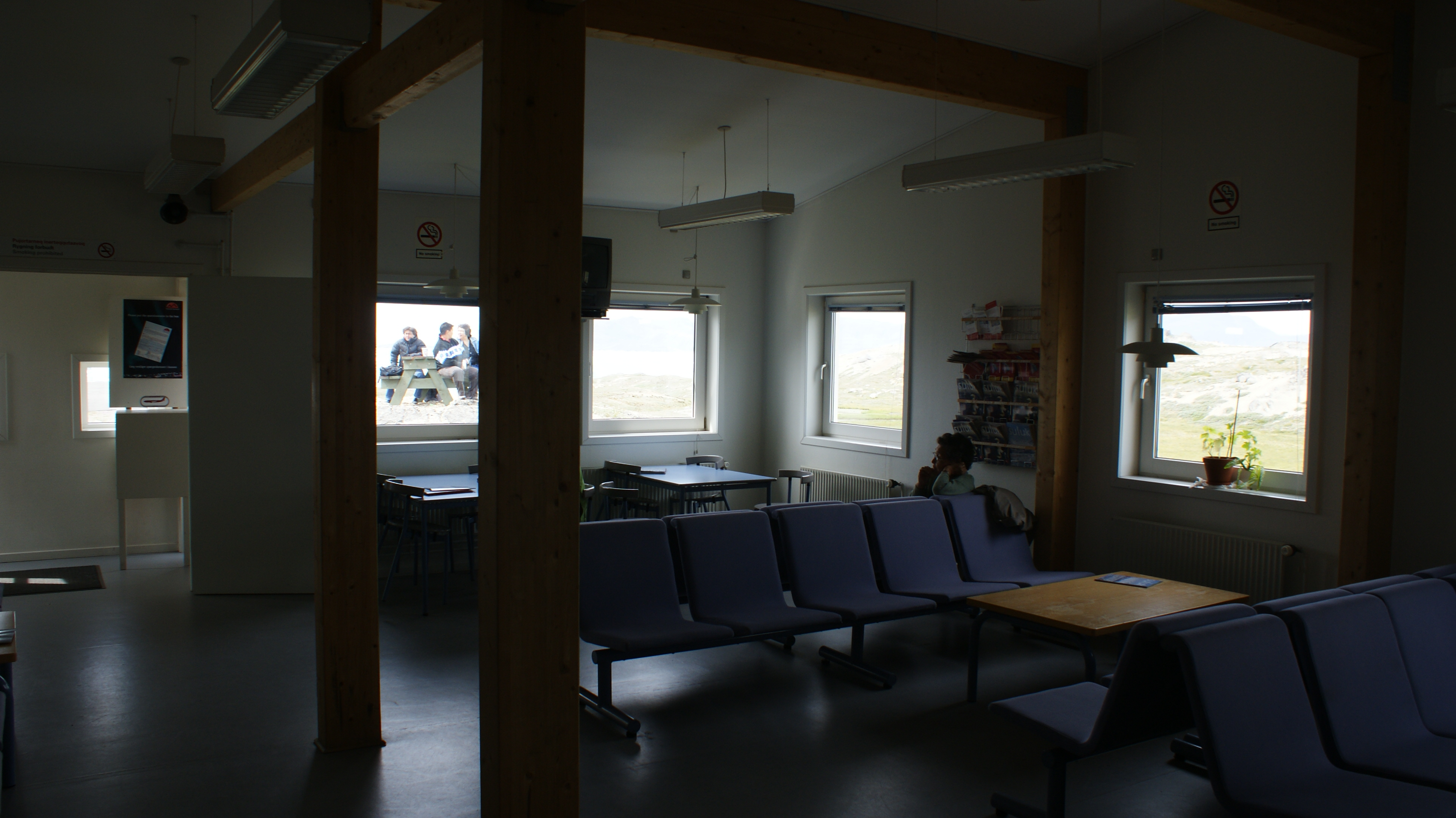
صالة المغادرة
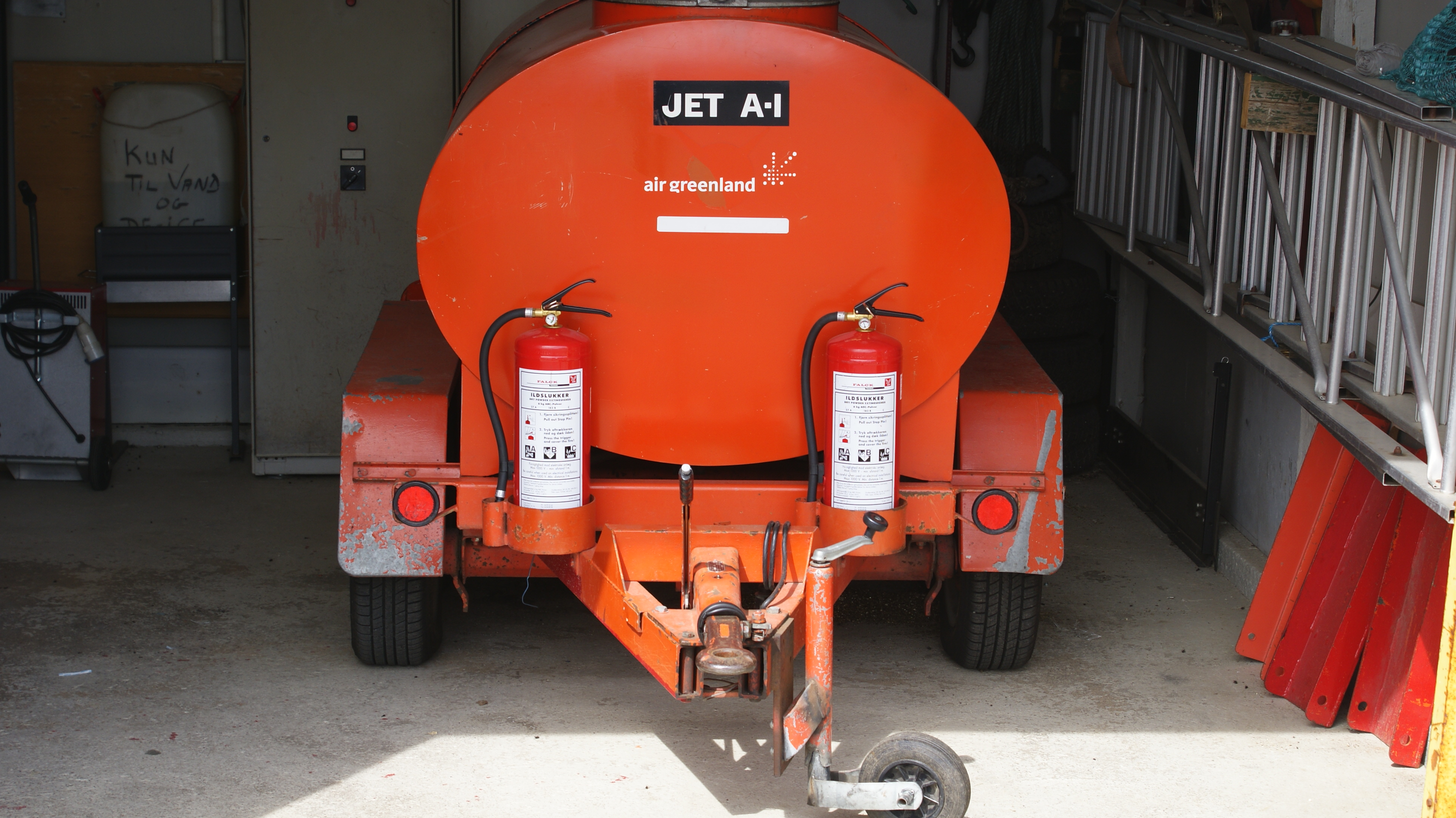
شاحنة وقود
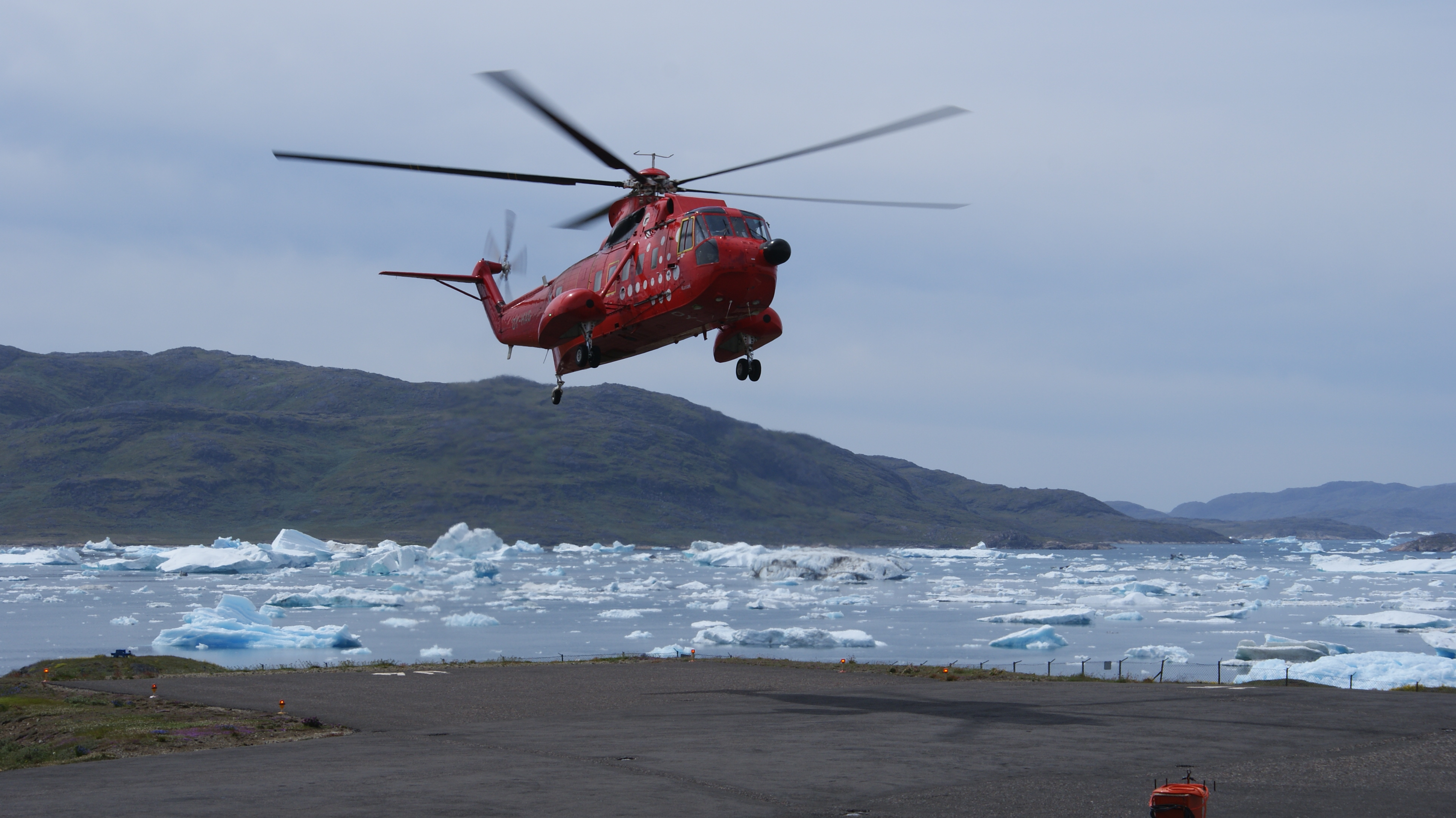
مروحية سيكورسكي إس-61 إن تابعة لطيران جرينلاند آتية من مهبط كاكورتوك [الإنجليزية] متجهة إلى مطار نارسارسواك
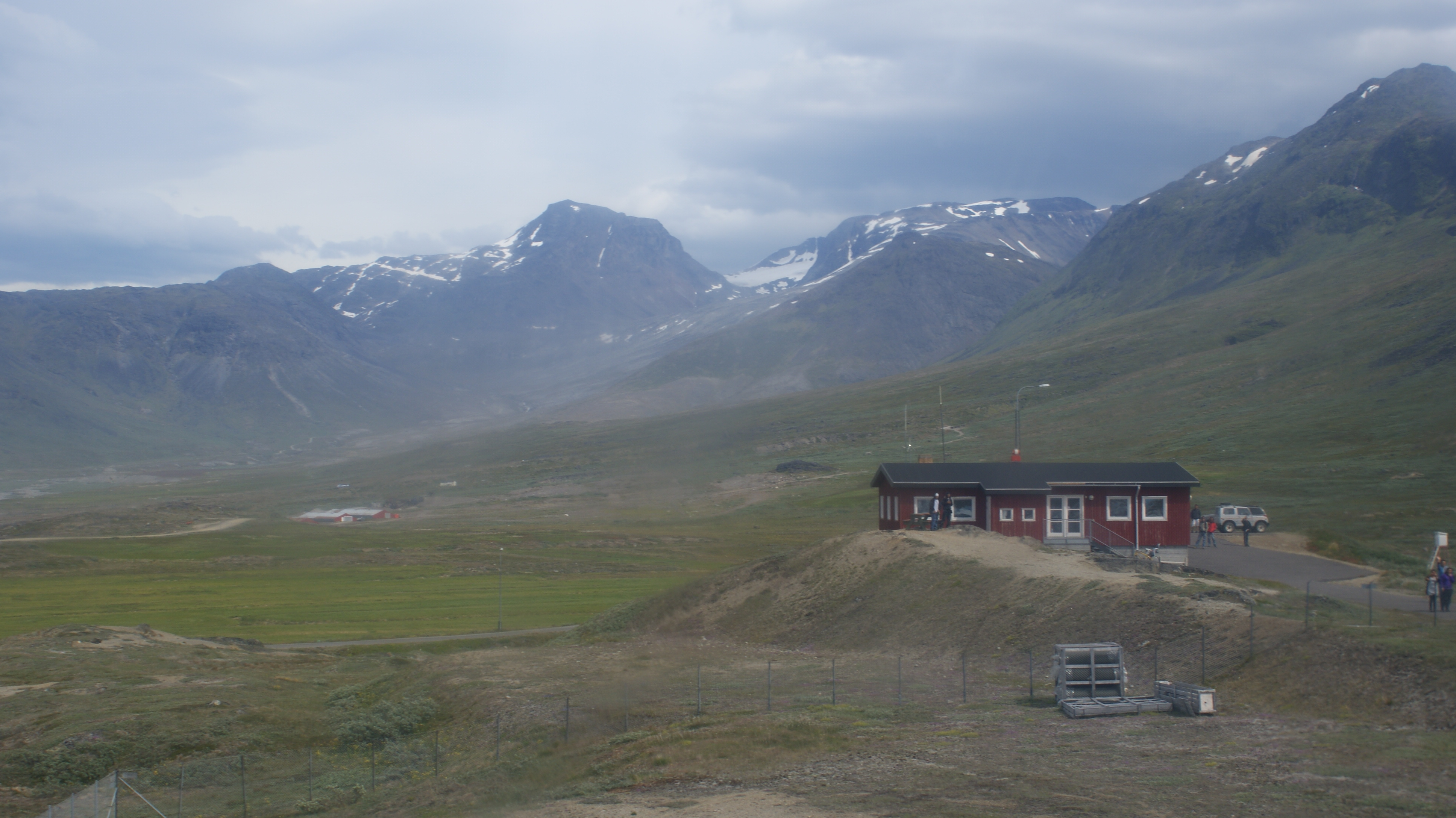
مهبط نارساك من الجو